# Alexandre de Barros e Silva
Alexandre de Barros e Silva es un deportista caboverdiano que compite en judo. Ganó una medalla de bronce en el Campeonato Africano de Judo de 2020 en la categoría de –60 kg.

## Palmarés internacional
| Campeonato Africano | Campeonato Africano       | Campeonato Africano | Campeonato Africano |
| Año                 | Lugar                     | Medalla             | Categoría           |
| ------------------- | ------------------------- | ------------------- | ------------------- |
| 2020                | Antananarivo (Madagascar) | Medalla de bronce   | –60 kg              |